# バクララン駅
バクララン駅（バクラランえき、英語 : Baclaran LRT Station）は、マニラのパサイ市にあるマニラ・ライトレール・トランジット・システム (Manila LRT) のLRT-1線（グリーンライン）の駅｡

## 駅構造
相対式ホーム2面3線を有する高架駅である。乗車用ホームと降車用ホームに分かれている。
また、プラットフォームとコンコースが別の階になっている2層式である。LRT-1線での2層式の駅は他にセントラル・ターミナル駅、バリンタワク駅、ルーズベルト駅のみである。

## 駅周辺
- バクララン・マーケット
- バクララン教会
- ニノイ・アキノ国際空港までは、約2kmの距離。ジープニーなどで移動可能。

## その他
- ニノイ・アキノ国際空港を通りカヴィテ州のバコール (Bacoor) まで延伸計画がある。(LRT-6線)